# Ángel Garma
Ángel Garma Zubizarreta (Bilbao, 24 de junio de 1904-Buenos Aires, 29 de enero de 1993) fue un psiquiatra y psicoanalista español nacionalizado argentino.

## Biografía
Sus padres emigraron a Buenos Aires en 1908, quedando él en Bilbao, donde pasó su infancia con sus abuelos paternos. Estudió Medicina en Madrid, coincidiendo con Gregorio Marañón, y se graduó en 1927. Trabajó con José Miguel Sacristán en el psiquiátrico de Ciempozuelos, y fue residente de la Residencia de Estudiantes. Aconsejado por Sacristán, se orientó hacia la neurología y la psiquiatría y obtuvo el diploma de psiquiatría en la Universidad de Tubinga, Alemania, en 1929. A mediados de la década de los años 1920, el psicoanálisis se encontraba en auge como disciplina, y Alemania era el centro más importante de las investigaciones psicoanaiíticas. Desarrolló estudios de perfeccionamiento en Berlín con Von Hoeffer, y formó parte del Instituto Psicoanalítico de Berlín, siendo director del mismo Max Eitingon. Comenzó a analizarse con Theodor Reik, analista profano defendido por Sigmund Freud en un juicio por ejercicio ilegal de la medicina en Viena, y que se había instalado en Berlín.
En 1931, obtuvo su diploma de estudios de grado como psicoanalista, siendo elegido miembro de la Asociación Psicoanalítica Alemana, tras la presentación de su trabajo La realidad y el ello en la esquizofrenia, donde disentía con algunas posiciones clásicas de Freud sobre la estructura de las neurosis y las psicosis. Ya antes, había enviado dos trabajos a Archivos de Neurología de Madrid, donde reflejaba el importante conocimiento de las ideas freudianas: La transferencia afectiva en el psicoanálisis y Cómo se estudia el psicoanálisis.

## Segunda República
Regresó a Madrid en 1931 y se integró en el ambiente cultural y científico en los años de la II República, encontrando una fuerte oposición de los psiquiatras. Garma era el primer psicoanalista titulado que ejercía en España.
Cofundador el 11 de febrero de 1933 de la Asociación de Amigos de la Unión Soviética, trabajó como psiquiatra en el Tribunal Tutelar de Menores de Madrid. Dio cursos y conferencias sobre psicoanálisis en la Sociedad de Neurología y Psiquiatría, en la Liga de Higiene Mental y en el servicio hospitalario que dirigía Gregorio Marañón. Publicó El psicoanálisis, la neurosis y la sociedad, así como diecisiete artículos sobre el sueño, la sexualidad, el origen de la neurosis, el inconsciente, la paranoia, la homosexualidad o los mecanismos de curación en el psicoanálisis. Contactó con diversos médicos interesados en el psicoanálisis, con la intención de crear un instituto y asociación psicoanalítica que pudiera asociarse con la Asociación Psicoanalítica Internacional. Este proyecto se vio truncado por la guerra civil.

## Guerra Civil y Exilio
Al estallar la Guerra Civil, se trasladó a Francia, permaneciendo primero en Burdeos y luego en París, donde, por mediación de Juan Rof Carballo, conoció a Celes Ernesto Cárcamo, un joven argentino que se estaba formando en el Instituto de psicoanálisis de París, y tomó la decisión de emigrar a Argentina, estableciéndose en Buenos Aires en 1938, donde estaban sus hermanas y había fallecido su padre.
A partir de 1940 colaboró con diversas revistas especializadas: Index, Psiquiatría y Criminología, Revista de Psicoanálisis, etc. Junto a Arnaldo Rascovsky, a quien analizaría desde los años 1940, puso en marcha el movimiento psicoanalítico argentino. Previamente, revalidó su título en la Universidad de la Plata y se doctoró, siendo su tesis Psicoanálisis de los sueños. En 1942, junto a otros psiquiatras residentes en Argentina, como Enrique Pichón Rivière, Marie Langer, Ernesto Cárcamo, y más tarde con Ferrari-Hardoy y Arnaldo Rascovsky, fundaron la Asociación Psicoanalítica Argentina, APA, la primera de Latinoamérica, con sede en Buenos Aires y fue el primer presidente de la institución. Un año más tarde, comenzaron a editar la Revista de Psicoanálisis. En 1945, fundó también el Instituto Psicoanalítico de Buenos Aires, siendo su primer director. La Asociación Psicoanalítica Argentina hizo grandes esfuerzos por difundir el psicoanálisis, no sólo en el medio profesional, sino también entre el gran público.
Guillermo de Torre, en su texto titulado "Homenaje a Freud", contenido en su libro La aventura y el orden (Buenos Aires: Editorial Losada, 1948), dice en nota al pie de página: «En castellano debemos a Ángel Garma una importante contribución con su "Ensayo de psicoanálisis de Rimbaud", incluido en su libro Sadismo y masoquismo en la conducta» (p. 169).
Tras la II Guerra Mundial, Garma acompaña a Betty Goode, su esposa, al primer congreso de psicoanálisis que se realiza en Zúrich. Allí debaten con Anna Freud, Melanie Klein y otros integrantes del círculo kleiniano: Paula Heimann, Betty Josephs, Hanna Segal, etc. Betty, pionera en el psicoanálisis de niños en Hispanoamérica, a partir de las supervisiones de sus propios historiales, recibe la invitación de este grupo de permanecer en Londres, debido a su análisis de un bebé de veintiún meses de vida, siguiendo el método de Klein. En 1956, Garma y Rascovsky organizaron un Congreso Iberoamericano de Medicina Psicosomática que revolucionó el ambiente médico argentino.
En 1957, Garma y su esposa comenzaron a dictar un curso de extensión universitaria en la Facultad de Medicina de Buenos Aires. En ese mismo año, también se hizo cargo de la cátedra de Psicología General de la Universidad de La Plata, generando la carrera de psicología en la Universidad de Buenos Aires. Fue profesor visitante de la Escuela de Psiquiatría Menninger, de Kansas, en 1962. En 1986 le fue entregado un Premio Konex de Platino por su trayectoria como psicoanalista en la Argentina.

## Obras
- Die realität und das es in der schizophrenie (La realidad y el ello en la esquizofrenia). Internationale Zeitschrift für Psychoanalyse, 1931.
- Sadismo y masoquismo en la conducta. Buenos Aires: El Ateneo, 1943.
- Nuevas aportaciones al psicoanálisis de los sueños. Buenos Aires: Paidós, 1970.
- The psychoanalysis of dreams. New York: Jason Aronson, 1985. (Trabajo original publicado en 1940).
- Tratado mayor del psicoanálisis de los sueños. Madrid: 1990.